# Euhesma perditiformis
Euhesma perditiformis är en biart som först beskrevs av Cockerell 1910.  Euhesma perditiformis ingår i släktet Euhesma och familjen korttungebin. Inga underarter finns listade i Catalogue of Life.